# Семеду, Леандру
Леандру Элиаш Боржеш Силва Семеду (порт. Leandro Elías Borges Silva Semedo; род. 24 декабря 1994, Прая) — кабо-вердианский гандболист, защитник португальского «Порту» и сборной Кабо-Верде.

## Биография
Леандру Семеду родился 24 декабря 1994 года в кабо-вердианском городе Прая.
Играет в гандбол на позиции защитника. Начал карьеру в Кабо-Верде, выступая за «Дешпортиву» и «А-Бе-Се» из Праи. В 2014 году перебрался в португальский «Порту», в составе которого дважды выигрывал чемпионат (2015, 2019) и один раз Кубок страны (2019). В сезоне-2015/16 был арендован португальской АДА.
В 2019 году на правах аренды перешёл в испанскую «Анайтасуну». В сезоне-2020/21 выступал за испанский «Адемар Леон», в сезоне-2021/22 — за катарский «Аль-Араби». В 2022 году вернулся в «Порту».
В 2021 году в составе сборной Кабо-Верде участвовал в чемпионате мира в Египте. Участвовал в единственном проведённом командой матче против сборной Венгрии (27:34), забросил 6 мячей.
По состоянию на январь 2021 года провёл за сборную Кабо-Верде 32 матча, забросил 6 мячей.